# The Austere Academy
The Austere Academy (Brasil: Inferno no Colégio Interno / Portugal: Uma Austera Academia) é o quinto livro da série A Series of Unfortunate Events. Foi escrito por Lemony Snicket, pseudônimo do autor Daniel Handler, e ilustrado por Brett Helquist. Foi lançado em 31 de agosto de 2000.

## História
O livro começa com os Baudelaire e o Sr. Poe nos jardins da Escola Preparatória Prufrock. Lá, os Baudelaire conhecem Carmelita Spats, uma rude menina que os chama de "bisbórrias". Sr. Poe fala para as crianças irem à sala do Vice-Diretor Nero. No caminho, eles ouvem o lema da escola: "Memento Mori" ("Lembre-se de que morrerá").
Eles logo encontram o Vice-Diretor Nero, um homem que se considera um gênio e acha que toca violino bem, mas ele não é inteligente, é arrogante e somente arranha o violino; para piorar, os estudantes da Prep Prufrock (apelido da escola), são obrigados a ouvir, uma vez ao dia, seis horas do concerto do vice-diretor. Ele explica as regras da escola e avisa que seu sistema avançado de computadores vai manter o Conde Olaf afastado. Também fala sobre os maravilhosos dormitórios da Prep Prufrock, mas já que eles não têm a autorização dos pais (obviamente por estes estarem mortos), eles devem dormir no Barraco dos Órfãos.
Eles descobrem que o Barraco dos Órfãos está infestado por pequenos caranguejos furiosos, cheio de um fungo bege-claro no teto e coberto por um horroroso papel de parede (verde com corações cor-de-rosa). Os órfãos, então, vão para o refeitório, onde duas pessoas com máscaras de metal servem comida a eles. Carmelita Spats os insulta em público assim que eles se sentam, sendo defendidos por Duncan e Isadora Quagmire. Os Quagmire contam sua história: eles se encontram numa situação parecida com a dos Baudelaire. Eles são trigêmeos, mas seu irmão, Quigley Quagmire, morreu num incêndio junto com os pais deles. Eles também herdaram uma enorme fortuna na forma de safiras (as Safiras Quagmire). Duncan almeja ser um jornalista e Isadora é uma competente poetisa, que escreve especialmente na forma de dísticos. Ambos têm cadernos de anotações, usados com frequência (livros de lugar-comum), e se tornam grandes amigos dos Baudelaire.
O professor de Violet, Sr. Rêmora, é um homem que conta várias histórias curtas e chatas, enquanto come bananas, e os alunos tomam notas sobre os personagens e acontecimentos.
A professora de Klaus, Sra. Bass, tem uma irritante obsessão com o sistema métrico. Ela faz com que seus alunos meçam incontáveis objetos (em largura, altura, comprimento, diâmetro), escrevendo as medidas na lousa.
Como a Prep Prufrock não tem uma classe para bebês, Sunny trabalha como a secretária do Vice-Diretor Nero, grampeando papéis a maior parte do tempo, mas também sendo obrigada a atender telefones, anotar recados, escrever cartas e fazer outras coisas que um bebê não é capaz de fazer.
Os Baudelaire logo conhecem o Treinador Genghis, e logo o reconhecem como sendo, na verdade, o Conde Olaf disfarçado, mas fingem não o ter reconhecido, mesmo porque ninguém iria acreditar neles se falassem a verdade. Genghis fala sobre alguma coisa relacionada a órfãos terem pernas mais resistentes. Logo todos os alunos devem ir ao auditório assistir o concerto semanal de violino do Vice-Diretor Nero, que dura seis horas, e quem não o assistir deve pagar ao vice-diretor um saco de balas e observá-lo comer todas. No concerto, os órfãos Baudelaire decidem que iriam, no dia seguinte, à sala do Vice-Diretor Nero, para darem pistas sobre o Conde Olaf.
Porém, antes que eles possam dar as pistas, o Conde Olaf entra na sala, com o seu disfarce de treinador Genghis. Os Baudelaire não querem que Olaf saiba que eles já descobriram o disfarce, então tentam desmascará-lo discretamente, com piadinhas e brincadeiras, mas a tentativa foi em vão.
Na hora do almoço, Carmelita Spats avisa aos Baudelaire que eles devem se encontrar com o treinador Genghis, no pátio da escola, ao pôr-do-Sol. Ao chegarem lá, Genghis os manda pintar um grande círculo no chão, então os aplica a disciplina D.O.R. (Disciplina para Órfãos Rápidos) que consiste em correr sem descanso a noite toda. Depois de passar a noite toda correndo, eles ficam cansados e com as pernas doloridas por vários dias. O desempenho deles começa a cair. Klaus não mede mais as coisas que a Sra. Bass ordena. Violet não anota as histórias do Sr. Remora. E Sunny descobre que acabou os grampos.
Na hora do almoço Carmelita avisa-os que eles tem que comparecer a sala do vice-diretor Nero, e fazer D.O.R.. Lá ele os avisa de que eles vão ter exames Extra-rigorosos e Sunny vai ter que fabricar grampos caseiros. E também por ter faltados aos recitais por nove noites eles vão ter que lhe dar 29 sacos de bala e dez brincos de pedras preciosas para Carmelita Spats.
Como eles tem que estudar para as provas e fabricar grampos caseiros, Duncan e Isadora se oferecem para ajudá-los fazendo se passar por eles. E Sunny vai ser substituída por um saco de farinha.
Durante a noite Klaus estuda para o exame da Sra. Bass e resume os textos do Sr. Remora para Violet. Violet fabrica grampos e Sunny mantém os caranguejos afastados.
De manhã o Vice-diretor Nero, o sr. Remora e sra. Bass aparecem no Barraco dos Órfãos e fazem o exame.
O Treinador Ghenghis chega no Barraco dos Órfãos e devolve a fita e os óculos e fala que os trigêmeos Duncan e Isadora estão com dois amigos dele na cantina.
O sr. Poe chega, o treinador foge e Violet e Sunny tiram o disfarce dele e Klaus chega até o carro onde estão Duncan e Isadora. Eles jogam o caderno para Klaus e Duncan tenta dizer o que é C.S.C. mas Klaus não deixa. Olaf chega ao carro joga Klaus ao chão e pega os cadernos.

## Edição em paperback
Nos Estados Unidos a coleção Desventuras em Série foi lançada em capa dura. Agora está sendo lançado uma nova versão em paperback (brochura). Em cada livro além do título original há um título opcional. O quinto livro não tem previsão para ser lançado, o seu nome é The Austere Academy or, Kidnapping! (Que em português é: A Academia Austera ou, sequestro!. O nome: Academia Austera no Brasil é Inferno no Colégio Interno). Além disso também possui uma capa nova, comentários de Lemony Snicket e ilustrações inéditas.

## Dísticos
"Melhor engolir cobras e lagartos grátis
E estar longe de Carmelita Spats."
"Que sorte seria se Genghis, o vilão,
Fosse atropelado por um caminhão".
"Baudelaire, não se aflijam, já, já tudo muda
Quando os trigêmeos derem sua ajuda."
"Pode não ser o mais prudente,
Mas disfarçar-se mexe muito com a gente."

## Adaptações
A abertura do romance foi parcialmente adaptada durante os momentos finais da primeira temporada da adaptação da série de televisão por Netflix, com o enredo restante adaptado como primeiro e segundo episódios da segunda temporada.